# ژاکوب کوگان
ژاکوب کوگان (انگلیسی: Jacob Kogan؛ زادهٔ ۲۸ مهٔ ۱۹۹۵) هنرپیشه اهل ایالات متحده آمریکا است.
از فیلم‌ها یا برنامه‌های تلویزیونی که وی در آن نقش داشته‌است می‌توان به پیشتازان فضا، جاشوا، و انسان‌های فردا اشاره کرد.